# Baldassare Ferri
Baldassare Ferri lub Baldassarre Ferri (ur. 9 grudnia 1610 w Perugii, zm. 18 listopada 1680 tamże) – włoski śpiewak sopranowy (kastrat), m.in. na dworze króla Władysława IV Wazy.

## Życiorys
Niewiele wiadomo o dzieciństwie Ferriego. Po wczesnej kastracji śpiewał w katedrze San Lorenzo w Perugii. Kardynał Pier Paolo Crescenzi przyjął Ferriego na służbę i gdy ten miał 11 lat, zaczął pracować jako śpiewak w katedrze w Orvieto. Potem przeniósł się do Rzymu, gdzie w 1625 zachwycił się jego śpiewem polski książę, późniejszy król Władysław IV Waza i od razu przyjął go do swojej służby. Ferri mieszkał w Warszawie, jednocześnie występując gościnnie w wielu miastach Europy. W 1655 Ferri przeniósł się do Wiednia, gdzie dołączył do orkiestry nadwornej cesarza Ferdynanda III, który darzył Ferriego wielkim szacunkiem i obsypał go honorami i nagrodami. Kolejny cesarz Leopold I Habsburg przyjął Ferriego do stanu szlacheckiego. Ferri powrócił do rodzinnej Perugii między 1675 a 1680 i tam zmarł, przekazując w testamencie miastu ogromny majątek.
Ferri miał niezwykle wysoki, piękny i donośny głos sopranowy. Mógł bez wysiłku śpiewać długą i wymagającą koloraturę. Ponadto Ferri miał ogromny zakres wokalny, czystą intonację, doskonałą kontrolę głosu i ciała oraz talent aktorski. Ale jego specjalnością była technika trylowa.